# Підліски (Рівненський район)
Підлі́ски — село у складі Бабинської громади Гощанського району Рівненської області; населення — 280 осіб; перша згадка — 1628 рік.

## Історія
У 1906 році село Бугринської волості Острозького повіту Волинської губернії. Відстань від повітового міста 25 верст, від волості 7. Дворів 74, мешканців 402.

## Населення

### Мова
Розподіл населення за рідною мовою за даними перепису 2001 року:
| Мова       | Кількість | Відсоток |
| ---------- | --------- | -------- |
| українська | 277       | 98.93%   |
| російська  | 2         | 0.71%    |
| білоруська | 1         | 0.36%    |
| Усього     | 280       | 100%     |